# 滨湖施图本贝格
滨湖施图本贝格是奥地利施蒂利亚州哈特贝格县的一个市镇。总面积32.56平方公里，总人口2253人，人口密度69.2人/平方公里（2005年）。